# Ralf Hauptmann
Ralf Hauptmann (* 20. September 1968 in Eberswalde) ist ein ehemaliger deutscher Fußballspieler. Für Dynamo Dresden und den 1. FC Köln spielte er von 1987 bis 2001 Erstligafußball. Mit Dynamo Dresden wurde er zweimal DDR-Meister. Für die DDR-A-Nationalmannschaft bestritt er vier Länderspiele.

## Sportliche Laufbahn
Hauptmann begann bei Stahl Riesa Fußball zu spielen, wo auch sein Vater Reinhard Hauptmann gespielt hatte. 1981 wechselte er in die Nachwuchsabteilung der SG Dynamo Dresden. In den Jahren 1986 und 1987 gehörte er zum Kader der DDR-Juniorennationalmannschaft, mit der er elf Länderspiele bestritt. Obwohl er für die Saison 1986/87 von Dynamo Dresden noch für die Juniorenmannschaft nominiert worden war, bestritt er bereits drei Punktspiele für die zweitklassige DDR-Liga-Mannschaft Dynamo Dresden II. Auch 1987/88 spielte Hauptmann überwiegend in der 2. Mannschaft, mit der er 19 der 34 DDR-Ligaspiele absolvierte.
Als in der Oberligamannschaft Mittelfeldspieler Reinhard Häfner für längere Zeit ausfiel, kam Hauptmann auch in der Oberliga zu 13 Einsätzen. Davon stand er in sieben Partien in der Startelf und kam einmal zum Torerfolg. Die Spielzeit 1988/89 wurde zu Hauptmanns erfolgreichster Saison. Mit 22 Punktspieleinsätzen bei 26 Runden spielte er sich in die Oberliga-Stammelf und schoss dabei drei Tore. Er wurde hauptsächlich in der Abwehr eingesetzt. Dynamo Dresden schloss die Saison mit dem Gewinn der DDR-Meisterschaft ab.
Im Laufe der Saison 1988/89 wurde Hauptmann in den Kader der DDR-Nachwuchsnationalmannschaft aufgenommen und in sechs Länderspielen eingesetzt. Am 22. März 1989 bestritt er sein erstes von vier A-Länderspielen. Im Freundschaftsspiel gegen Finnland in Dresden wurde er in 75. Minute für Matthias Sammer eingewechselt. Nur im WM-Qualifikationsspiel gegen die Türkei wurde Hauptmann über die gesamte Spieldauer eingesetzt.
1989/90 holte sich Hauptmann mit Dynamo seine zweite DDR-Meisterschaft. Da er verletzt in die Saison gegangen war, konnte er erst vom 10. Spieltag an aufgeboten werden und steuerte so nur zehn Punktspieleinsätze und ein Tor bei. Wegen eines gebrochenen Fußes verpasste er das Endspiel um den DDR-Fußballpokal, das die Dresdner mit 2:1 gegen den PSV Schwerin gewannen. Wegen des Fußbruchs kam Hauptmann auch in der Spielzeit 1990/91, in der die Dresdner als 1. FC Dynamo antraten, wieder erst am 10. Spieltag zu seinem ersten Saisoneinsatz. Bis zum Ende der Spielzeit kam er noch auf 15 Punktspiele und leistete damit in der entscheidenden Phase der Saison seinen Beitrag für die geglückte Qualifikation der Dresdner zur Bundesliga.
In seiner ersten Bundesligasaison 1991/92 eroberte sich Hauptmann sofort einen Stammplatz, denn er verpasste nur eins der 38 Punktspiele. Trainer Helmut Schulte setzte ihn sehr variabel in der Abwehr, im Mittelfeld sowie auch im Angriff ein. Nachdem 1992/93 Klaus Sammer Dynamo Dresden als Trainer übernommen hatte, konzentrierten sich Hauptmanns Einsätze auf das Mittelfeld, von den 34 Bundesligaspielen bestritt er 30 Partien. Zur Saison 1993/94 wechselte Hauptmann innerhalb der Bundesliga zum 1. FC Köln. Auch dort hatte er von Beginn an einen Stammplatz sicher und spielte in seiner ersten Kölner Spielzeit in der Regel in der Abwehr. In der Begegnung des 24. Spieltages bei seinem Heimatklub Dynamo Dresden schoss Hauptmann beim 1:1-Unentschieden sein erstes von fünf Bundesligatoren für den 1. FC Köln. Während er bis 1997 von 136 ausgetragenen Bundesligaspielen 97 Partien absolviert hatte, kam er in der Saison 1997/98 nur auf 18 von 34 Punktspielen. Gleichzeitig musste der 1. FC Köln in die 2. Bundesliga absteigen. Erst nach zwei Spielzeiten in der Zweitklassigkeit stieg Hauptmann im Jahr 2000 wieder in die Bundesliga auf. Inzwischen 32-jährig bestritt er 2000/01 seine letzte Erstligasaison, in der er nur noch 13 der 34 Punktspiele bestritt. Bis zum 15. Spieltag wurde er noch ziemlich regelmäßig im Mittelfeld eingesetzt, absolvierte aber nur noch fünf Partien über die volle Spieldauer. Auch in seinen letzten beiden Saisonspielen am 23. und 27. Spieltag war er lediglich Einwechselspieler.
Nach 60 DDR-Oberligaspielen für Dynamo Dresden (5 Tore), 67 Bundesligaspielen für Dresden (0 Tore) und 138 für Köln (5 Tore) sowie 41 Spielen in der 2. Bundesliga für Köln verabschiedete sich Hauptmann im Sommer 2001 vom höherklassigen Fußball. Er kehrte nach Sachsen zurück, wo er für den Chemnitzer FC in zwei Spielzeiten in der damals drittklassigen Regionalliga noch 19 Punktspiele bestritt.

### Statistik
- DDR-Oberliga
  - 60 Spiele; 5 Tore SG/1. FC Dynamo Dresden

- 1. Bundesliga
  - 67 Spiele 1. FC Dynamo Dresden
  - 138 Spiele; 5 Tore 1. FC Köln

- 2. Bundesliga
  - 41 Spiele; 3 Tore 1. FC Köln

- Regionalliga Nord
  - 18 Spiele; 1 Tor Chemnitzer FC

- DFB-Pokal
  - 9 Spiele SG/1. FC Dynamo Dresden
  - 13 Spiele 1. FC Köln

- Europapokal
  - 10 Spiele SG/1. FC Dynamo Dresden

- UI-Cup
  - 9 Spiele 1. FC Köln

### Erfolge
- 1989 DDR-Meister
- 1990 DDR-Meister
- 1990 DDR-Pokal-Sieger (ohne Enspieleinsatz)
- 1991 Qualifikation für die 1. Bundesliga
- 2000 Aufstieg in die 1. Bundesliga

## Nach der Spielerkarriere
Hauptmann bestand 2003 den Lehrgang zur Trainer-A-Lizenz des DFB. Von 2004 bis 2008 absolvierte er das Studium „General Management“, das er als Master (MBA) abschloss. Von 2008 bis 2010 leitete er das Nachwuchsleistungszentrum der SG Dynamo Dresden. 2012 wurde Hauptmann Leiter der neugegründeten Fußballschule der SG Dynamo Dresden.

## Trivia
Seine Söhne Niklas und Marius setzen die Tradition der Hauptmanns im Dynamo-Dress fort. Er debütierte in der Saison 2015/16 in der 1. Mannschaft des sächsischen Traditionsclubs.
Zur Saison 2018/19 wechselte Niklas Hauptmann zum 1. FC Köln, wo auch sein Vater von 1993 bis 2001, zeitweise als Kapitän, spielte.